# Ormsund
59°52′47.15″N 10°45′49.56″Ø / 59.8797639°N 10.7637667°Ø
Ormsund er havområdet mellem Ormøya og Bekkelaget nord for Ormsund bro i Oslo. Syd for broen hedder sundet Grønsund.
Ved Ormsund ligger Ormsundkajen, som er den sydligste kaj i Sydhavnen. Ormsund Roklub lå oprindelig hvor vejen nu går ind til Sydhavnen.
Lige ved Ormsundbroen på fastlandssiden ligger Ceresbryggen, et bevaringsværdigt kajanlæg fra den tidligere rutebådstrafik. Pappabåten DS «Ceres» havde en skorsten som kunne lægges ned for at passere under Ormsund bro.